# فاسوتو رويز
فاسوتو رويز (12 يناير 1985 بلولي في البرتغال - ) هو لاعب كرة قدم برتغالي في مركز الدفاع. لعب مع برادفورد سيتي ولوليتيانو وAyia Napa FC ‏ ونادي بورتيمونينسي ونادي فارنزي.

## روابط خارجية
- فاسوتو رويز على موقع Soccerway.com (الإنجليزية)